# Vermutung von Hodge
Die Vermutung von Hodge ist eines der großen ungelösten Probleme der algebraischen Geometrie. Sie ist die Darstellung eines vermuteten Bindeglieds zwischen der algebraischen Topologie nicht-singulärer komplexer algebraischer Varietäten und ihrer Geometrie, die durch Untervarietäten definierende polynomiale Gleichungen beschrieben wird. Die Vermutung ist das Ergebnis der Arbeit von William Vallance Douglas Hodge (1903–1975), der zwischen 1930 und 1940 die Darstellung der De-Rham-Kohomologie erweiterte, um besondere Strukturen, die bei algebraischen Varietäten vorhanden sind (obwohl nicht auf sie beschränkt), einzubeziehen.
Das Clay Mathematics Institute hat den Beweis dieser Vermutung auf die Liste seiner Millennium-Probleme gesetzt.

## Formulierung von Rémy
Sei {\displaystyle V} eine nichtsinguläre algebraische Varietät der Dimension {\displaystyle n} über den komplexen Zahlen. Dann kann {\displaystyle V} als eine reelle Mannigfaltigkeit der Dimension {\displaystyle 2n} betrachtet werden und hat damit De-Rham-Kohomologiegruppen, die endlichdimensionale komplexe Vektorräume sind, indiziert durch eine Dimension {\displaystyle d} mit {\displaystyle d=0} bis {\displaystyle 2n}. Legt man einen geraden Wert {\displaystyle d=2k} fest, dann sind zwei zusätzliche Strukturen auf der {\displaystyle d}-ten Kohomologiegruppe {\displaystyle H} zu beschreiben.
Die eine ist die Hodge-Zerlegung von {\displaystyle H}, die {\displaystyle H} in eine direkte Summe von {\displaystyle 2k+1} Unterräumen
{\displaystyle H(0,2k),H(1,2k-1),\dotsc ,H(2k,0)}
mit dem für die Vermutung relevanten zentralen Summanden {\displaystyle H(k,k)} aufteilt.
Die andere ist eine sogenannte rationale Struktur auf {\displaystyle H}. Der Raum {\displaystyle H} wurde als Kohomologiegruppe mit komplexen Koeffizienten gewählt (auf die sich die Hodge-Zerlegung bezieht). Beginnt man nun mit der Kohomologiegruppe mit rationalen Koeffizienten, bekommen wir eine Idee von einer rationalen Kohomologieklasse in {\displaystyle H}: Zum Beispiel kann eine Basis der Kohomologieklassen mit rationalen Koeffizienten als Basis für {\displaystyle H} benutzt werden, und man betrachtet dann die Linearkombination mit rationalen Koeffizienten dieser Basisvektoren.
Unter diesen Bedingungen kann man den Vektorraum {\displaystyle H^{*}}, um den es bei der Vermutung von Hodge geht, definieren. Er besteht aus den Vektoren in {\displaystyle H(k,k)}, die rationale Kohomologieklassen sind, und ist ein endlichdimensionaler Vektorraum über den rationalen Zahlen.

## Aussage
Die Vermutung von Hodge sagt aus, dass die algebraischen Zykel von {\displaystyle V} den gesamten Raum {\displaystyle H^{*}} aufspannen, das heißt, dass die angegebenen Bedingungen, die notwendig für eine Kombination algebraischer Zykel sind, auch hinreichend sind.

## Der Begriff des algebraischen Zykels
Einige Standardverfahren erklären die Beziehung zur Geometrie von {\displaystyle V}. Wenn {\displaystyle W} eine Untervarietät der Dimension {\displaystyle n-k} in {\displaystyle V} ist, genannt Kodimension zu {\displaystyle k}, begründet {\displaystyle W} ein Element der Kohomologiegruppe {\displaystyle H}. Zum Beispiel in Kodimension 1, die der zugänglichste Fall geometrisch genutzter Hyperebenenschnitte ist, liegt die zugehörige Klasse in der zweiten Kohomologiegruppe und kann mit Mitteln der ersten Chern-Klasse des Geradenbündels berechnet werden.
Bekannt ist, dass solche Klassen, algebraische Zykel genannt (zumindest, wenn man nicht exakt wird), den notwendigen Bedingungen für die Konstruktion von {\displaystyle H^{*}} genügen. Sie sind rationale Klassen und liegen im zentralen Summanden {\displaystyle H(k,k)}.

## Folgerungen für die Geometrie
Die Vermutung ist bekannt für {\displaystyle k=1} und viele weitere Spezialfälle. Zu Kodimensionen größer als 1 ist der Zugang schwieriger, da im Allgemeinen nicht alles durch wiederholte Hyperebenenschnitte gefunden werden kann.
Die Existenz nichtleerer Räume {\displaystyle H^{*}} in diesen Fällen hat einen vorhersagenden Wert für den Teil der Geometrie von {\displaystyle V}, der nur schwer erreicht werden kann. In vorgegebenen Beispielen ist {\displaystyle H^{*}} etwas, das wesentlich einfacher erörtert werden kann.
Dies gilt auch, wenn {\displaystyle H^{*}} eine große Dimension hat, dann kann das gewählte {\displaystyle V} als Spezialfall betrachtet werden, sodass die Vermutung das behandelt, was man interessante Fälle nennen könnte, und umso schwerer zu beweisen ist, je weiter man vom Allgemeinfall entfernt ist.